# انور احمد خان
انور احمد خان (انگلیسی: Anwar Ahmed Khan؛ ۲۴ سپتامبر ۱۹۳۳ – ۲ مه ۲۰۱۴) بازیکن هاکی روی چمن اهل پاکستان بود.
وی در مسابقات کشوری و بین‌المللی در مجموع برندهٔ ۳ مدال طلا، ۲ مدال نقره شده‌است.